# Лєсна Оксана Миколаївна
Оксана Миколаївна Лєсна (до шлюбу Перевошкіна; нар. 20 квітня 1965 року, Мінськ, Білоруська РСР, СРСР) — білоруська акторка театру та кіно.

## Біографія
Народилася 20 квітня 1965 року в місті Мінську, Білоруська РСР.
В 1982 році закінчила середню школу № 63 в місті Мінську.
У 1986 році закінчила Білоруський театрально-художній інститут (курс народної артистки УРСР З. В. Броварської). Кілька років пропрацювала в театрі юного глядача.
У 1991 році запрошена до Національного академічного російського драматичного театру імені М. Горького, де вона працює донині, будучи провідною майстринею сцени. Одна з останніх робіт — участь у зйомках фільму про Янку Купалу.

## Творчість

### Роботи в театрі

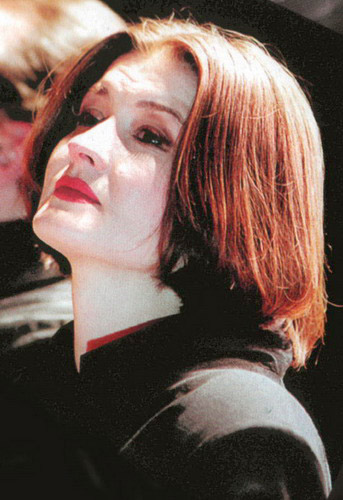
Оксана Лєсна в ролі Ганни, вистава «Дотик», 2001

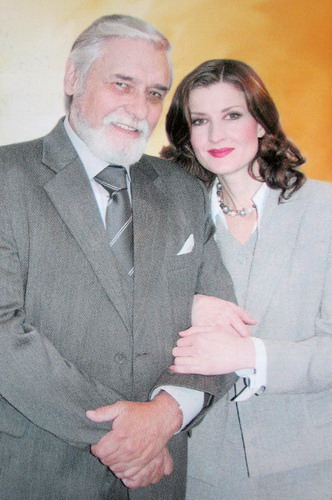
Оксана Лєсна в ролі Інкен Петерс і Ростислав Янковський в ролі Маттіаса Клаузена, вистава «Перед заходом сонця», 2007

- «Ідеальний чоловік» О. Вайлда — Місіс Чівлі
- «Васса» М. Горького — Ганна
- «Вовки і вівці» О. М. Островського — Євлампія Миколаївна Купавіна
- «Уявний хворий» Мольєра — Беліна
- «Перед заходом сонця» Ґергарта Гауптмана — Інкен Петерс
- «Сунична поляна» Інгмара Бергмана — Беріт
- «Букеєв і компанія…» М. Горького — Ольга Борисівна
- «Христос і Антихрист» Д. Мережковського — Кронпринцеса Софія-Шарлотт
- «Легенда про бідного Диявола» Володимира Короткевича — Королева Агата
- «Ніночка» Мельхіор Ланжєль — Велика Княгиня Ксенія
- «Дядечків сон» Ф. М. Достоєвського — Настасья Петрівна
- «Хто твій коханець, Жозефа?» Марсель Ашар — Жозефа Лантене
- «Спійманий мережею» Рей Куні — Барбара Сміт
- «Амфітріон» за мотивами Плавта, Мольєра та ін — Леда, цариця Спарти
- «У сутінках» Олексія Дударова — Софія
- «Бенкет під час чуми…» — «Заметіль» О. С. Пушкіна — Марья Гаврилівна
- «Перпетуум мобіле, або Вечір єврейського анекдоту» Бориса Луценка
- «Раскіданае гняздо» Янки Купали — Зоська
- «Вечеря з дурнем» Франсіса Вебера — Марлен Сассер
- «Дотик» Патріка Марбері — Ганна
- «Зойчина квартира» Михайла Булгакова —  Зоя Пельц Денисівна

### Роботи в кіно
- 1992 — Хрест на землі і місяць в небі
- 1994 — Епілог — донька Івана Андрійовича
- 2000 — Каменська — Світлана Петрівна
- 2001 — Прискорена допомога —  Наталя Попова
- 2001 — Прискорена допомога 2 —  Наталя Клуніна
- 2001 — FM і хлопці —  Неллі
- 2002 — Закон —  Тарасова Ганна Григорівна
- 2002 — Каменська-2 —  Ірина Іванівна, працівниця НДІ
- 2003 — Бабин Яр  епізод (немає в титрах)
- 2003 — У червні 41-го —  сільська жінка
- 2003 — Вокзал —  співачка
- 2003 — Темна конячка — журналістка на радіо
- 2004 — Команда
- 2005 — Неділя в жіночій бані —  Ірина
- 2005 — Каменська-4 —  Ірина Іванівна, працівниця НДІ
- 2005 — Людина війни
- 2006 — Любов і страхи Марії —  ріелторка
- 2006 — Римується з любов'ю —  Ірина Сергіївна, психологиня
- 2006 — Спокуса —  Олена Галахова
- 2006 — Три талера —  мама Каті
- 2007 — Бумеранг —  бригадирка Раїса Іванівна Лобова
- 2007 — Ваша честь —  мати Жанни
- 2007 — Супермаркет —  кіллерка Чорнява
- 2007 — Батьківщина або смерть —  фрау Хінце
- 2007 — Скульптор смерті —  Ірина Рудольфівна
- 2007 — Застава Жиліна —  начальниця розподільника
- 2008 — Тінь самурая —  пані Христина
- 2009 — Вовки —  Клавдія Іванівна
- 2009 — Вольф Мессінг: бачив крізь час
- 2009 — Виклик-4 —  Дем'яненко
- 2009 — Детективне агентство «Іван та Марія» —  Тамара Мещерина
- 2009 — Інсайт —  Люся
- 2009 — Снайпер: Зброя відплати — Фрау Марта
- 2010 — Ворожіння при свічках —  Олена Георгіївна, секретарка
- 2010 — Журов-2 —  Лариса Белянова
- 2010 — Катіне щастя Галина Сергіївна, мати Антона
- 2010 — Масакра — графиня
- 2011 — Навігатор —  мати Маріанни
- 2011 — Понаїхали тут —  Лера, подруга Тетяни
- 2011 — Поцілунок Сократа —  Ніно Семирська, мистецтвознавиця
- 2011 — Чотири пори літа —  Ганна Валеріївна, матір Тати
- 2012 — Роман в листах —  Лідія
- 2012 — Однолюби
- 2012 — Смугасте щастя —  Раїса Іллівна
- 2012 — Санта Лючія —  продавчиня
- 2013 — Букет —  мати Едіка
- 2013 — Любов з пробірки
- 2013 — Клянемося захищати —  Елеонора, власниця модельного агентства
- 2018 — Відпустка за період служби — мати Марини

## Номінації та нагороди
- Медаль Франциска Скорини (19 лютого 2008) — за трудові заслуги[4]
- Номінація на найкращу жіночу роль другого плану за фільм «Спокуса» — XV Міжнародний фестиваль акторів кіно «Сузір'я» (Твер, Росія, 19 червня 2007 року)
- Диплом за виконання ролі у фільмі «Спокуса» (Бердянськ, 27 серпня 2007 року)
- Диплом Міжнародного театрального фестивалю «Біла Вежа», «За високу акторську майстерність», роль «Велика княгиня Ксенія», Вистава «Ніночка» (Брест, Білорусь, 15 вересня 2006 року)[2][5]